# Rajbara
Rajbara (nep. रजवारा) – gaun wikas samiti w zachodniej części Nepalu w strefie Rapti w dystrykcie Pyuthan. Według nepalskiego spisu powszechnego z 2001 roku liczył on 700 gospodarstw domowych i 4138 mieszkańców (2222 kobiet i 1916 mężczyzn).